# Plan de mise en accessibilité des espaces publics en France
Le plan de mise en accessibilité des voiries et espaces publics résulte de la loi sur l’égalité des droits et des chances, la participation et la citoyenneté des personnes handicapées promulguée le 11 février 2005. Pour ce qui concerne la voirie et les espaces publics, deux décrets, et un arrêté viennent en préciser l’application.
Cette loi et ces décrets posent une obligation de planification en matière d’accessibilité et de prise en compte de tous les types de handicap sur la continuité des déplacements.  
Les communes ou établissements publics de coopération intercommunale (EPCI) à qui on a transféré cette compétence devaient établir un plan de mise en accessibilité de la voirie et des aménagements des espaces publics avant 2010 (plus exactement avant le 23 décembre 2009, soit trois ans après la date de parution du décret).
Toutefois, aucune règle contraignante de délai de réalisation ou de date "butoir" des travaux et aménagements prévus au plan n'a été fixée. Cependant, les communes qui n'ont pas rempli leur obligation légale d'établir le plan alors qu'elles devaient l'avoir fait depuis le 23 décembre 2009 peuvent être condamnées par le Tribunal Administratif sous astreinte à se conformer à la loi et à établir ce plan dans le délai qu'il fixe. 

## Objet du Plan
Le plan de mise en accessibilité a pour objet de préciser les conditions et délais de réalisation des équipements et aménagements prévus. Il tient compte des dispositions du plan de déplacements urbains et du plan local de déplacements, s’ils existent. Il emporte certains effets juridiques contraignants (CAA Paris 9 juin 2016 15PA00153)
Toute la voirie présente sur le territoire de la commune est concernée par le plan de mise en accessibilité de la voirie et des espaces publics, que cette voirie soit gérée par la commune, l'EPCI, le département (RD et CD) ou l'État (RN).

## Une nécessaire concertation
Le plan fait l’objet d’une concertation avec l’autorité compétente pour l’organisation des transports urbains. Les associations représentatives de personnes handicapées ou à mobilité réduite ainsi que les associations représentatives des commerçants implantés sur le territoire communal sont, à leur demande, associées à son élaboration. La commune ou l’établissement public de coopération intercommunale peuvent décider d’associer l’architecte des Bâtiments de France à l’élaboration du plan.

## Une large publicité de l’élaboration du plan
La commune porte sa décision d’élaborer un plan de mise en accessibilité de la voirie et des aménagements des espaces publics à la connaissance du public par affichage en mairie pendant un mois. Lorsque le plan est élaboré à l’initiative d’un établissement public de coopération intercommunale, cet affichage est réalisé au siège de l’établissement public et dans les mairies des communes membres de cet établissement.

La commune ou l’établissement public de coopération intercommunale informe de sa décision la commission communale ou intercommunale pour l’accessibilité aux personnes handicapées ou, en l’absence d’une telle commission, le président de la commission consultative départementale de sécurité et d’accessibilité ainsi que le président du conseil départemental consultatif des personnes handicapées.

## Modalités d’élaboration d’un plan de mise en accessibilité
Assurer l’accessibilité dans tout projet urbain nécessite de bien prendre en compte en amont :
- les contraintes naturelles dont la topographie,
- les contraintes dues aux interventions successives de différents corps de métiers,
- et dans le cas particulier des projets de voiries, intégrer bien en amont l’implantation du mobilier urbain par exemple.

Pour élaborer un plan de mise en accessibilité, la collectivité peuvent utilement s’inspirer du Guide juridique et pratique à l'usage des maires publié par le ministère du développement durable et du Guide pour l’élaboration d’un plan de mise en accessibilité de la voirie, élaboré par la Direction départementale de l’Equipement du Finistère.

### Un diagnostic préalable d’accessibilité
Les objectifs de ce diagnostic sont :
- de faire un état des lieux du fonctionnement global du territoire,
- de mettre en évidence les zones accessibles / inaccessibles à l’aide d’une représentation cartographique,
- de définir des priorités en matière d’accessibilité comme première ébauche d’un plan de mise en accessibilité communal.

Pour dresser cet état des lieux, la méthode propose de caractériser les quartiers en zones homogènes en décrivant entre autres :
- le bâti,
- les parcelles,
- les espaces publics,
- la voirie,
- les espaces verts.

Chaque zone est alors qualifiée en termes d’accessibilité pour en caractériser son état d’accessibilité global selon tous les modes véhicules / transports en commun (TC) / vélos / piétons :
- existence de desserte selon les différents modes de déplacement,
- qualité de l’accessibilité par mode en termes d’usage et de sécurité.

L’aire urbaine est ainsi définie en quartiers de contraintes et / ou de besoins homogènes en termes d’accessibilité.

### Définition du plan de mise en accessibilité
Le guide propose ensuite de :
- hiérarchiser des zones prioritaires selon des critères propre à la commune;
- définir des projets pour les zones prioritaires;
- établir une programmation de réalisation des travaux de mise en accessibilité.

## Un avis à demander au gestionnaire de la voie
Lorsque le projet de plan de mise en accessibilité de la voirie et des aménagements des espaces publics comprend des dispositions qui s’appliquent à une voie dont le gestionnaire n’est pas l’autorité compétente pour élaborer le plan, celle-ci recueille, préalablement à l’adoption du plan, l’avis conforme de l’autorité gestionnaire de la voie. L’avis de l’autorité gestionnaire est réputé favorable à défaut de réponse de sa part dans un délai de quatre mois suivant sa saisine.

## Approbation et évaluation du plan
Le plan de mise en accessibilité de la voirie et des aménagements des espaces publics est approuvé par délibération du conseil municipal ou de l’organe délibérant de l’établissement public de coopération intercommunale. Son application fait l’objet d’une évaluation dont la périodicité est fixée par le plan, qui prévoit également la périodicité et les modalités de sa révision.